# Georgetown (Califòrnia)
Georgetown és una concentració de població designada pel cens dels Estats Units a l'estat de Califòrnia. Segons el cens del 2000 tenia 962 habitants.

## Demografia
Segons el cens del 2000, Georgetown tenia 962 habitants, 389 habitatges, i 266 famílies. La densitat de població era de 90,2 habitants/km².
Dels 389 habitatges en un 28,3% hi vivien nens de menys de 18 anys, en un 54,5% hi vivien parelles casades, en un 8,5% dones solteres, i en un 31,4% no eren unitats familiars. En el 25,7% dels habitatges hi vivien persones soles l'11,1% de les quals corresponia a persones de 65 anys o més que vivien soles. El nombre mitjà de persones vivint en cada habitatge era de 2,46 i el nombre mitjà de persones que vivien en cada família era de 2,92.
Per edats la població es repartia de la següent manera: un 23,6% tenia menys de 18 anys, un 8,2% entre 18 i 24, un 22,6% entre 25 i 44, un 28,9% de 45 a 60 i un 16,7% 65 anys o més.
L'edat mitjana era de 42 anys. Per cada 100 dones de 18 o més anys hi havia 100,3 homes.
La renda mitjana per habitatge era de 41.111 $ i la renda mitjana per família de 42.609 $. Els homes tenien una renda mitjana de 39.934 $ mentre que les dones 40.208 $. La renda per capita de la població era de 17.582 $. Entorn del 13,4% de les famílies i el 15,8% de la població estaven per davall del llindar de pobresa.

## Poblacions més properes
El següent diagrama mostra les poblacions més properes.